# Viktor Borodatchev
 (août 2022).
Si vous disposez d'ouvrages ou d'articles de référence ou si vous connaissez des sites web de qualité traitant du thème abordé ici, merci de compléter l'article en donnant les références utiles à sa vérifiabilité et en les liant à la section « Notes et références ».
Viktor Ivanovitch Borodatchev (en russe : Виктор Иванович Бородачев) est un aviateur soviétique, né le 23 août 1918 et décédé le 11 juillet 1968. Pilote de chasse et As de la Seconde Guerre mondiale, il fut distingué par le titre de Héros de l'Union soviétique.

## Biographie
Né le 23 août 1918 à Chiroki (en russe : Широкий), dans l'actuelle oblast de Volgograd, Viktor Borodatchev s'engagea dans l'Armée rouge en 1936. Il suivit les cours du collège militaire de l'Air de Stalingrad en 1938 puis prit part aux combats contre la Finlande au cours de la Guerre d'Hiver de 1939-1940.

## Carrière
Lors des débuts de l'invasion allemande de juin 1941, il servait comme lieutenant (starchi leïtenant) au 131e régiment de chasse aérienne (131.IAP). Il devait particulièrement se distinguer lors des combats de Tiraspol, Dnipropetrovsk, Taganrog et au cours de la bataille de Koursk en juillet 1943 ; c'est ainsi que le 9 juillet 1943, au-dessus de Koursk, à la tête de six La-5, il s'attaqua à une importante formation de Junkers Ju 87, protégés par de nombreux Messerschmitt Bf 109, et abattit l'un des six Stukas que descendit son escadrille au cours de cette rencontre. Promu capitaine (kapitan) en 1944, il termina la guerre comme commandant d'escadrille au (40e régiment de chasse aérienne de la Garde (40.GuIAP).
À l'issue de la guerre, il poursuivit une brillante carrière d'officier supérieur au sein des forces aériennes soviétiques, étant successivement diplômé de l'Académie des forces aériennes, en 1950, et de l'Académie de l'état-major-général en 1960. Il obtiendra le grade de Général de division de l'aviation en 1961.
Il trouve la mort le 11 juillet 1968 dans un accident. Il est enterré au cimetière Vostriakovo, à Moscou.

## Palmarès et décorations

### Tableau de chasse
Viktor Borodatchev fut crédité de 31 victoires homologuées, dont 26 individuelles et 5 en coopération, obtenues au cours de 552 missions de guerre et 116 combats aériens.
Dans son ouvrage de référence, Stalin's Falcons, l'historien tchèque Tomas Polak crédite Borodachev d'un total de 24 victoires homologuées (dont 5 en coopération) ; en réalité ce total n'est pas erroné mais correspond tout simplement à son palmarès atteint en juillet 1944, lors de sa nomination au titre de Héros de l'Union soviétique.

### Décorations
- Héros de l'Union soviétique (1 juillet 1944) (médaille no 2339) ;
- Ordre de Lénine (1 juillet 1944) ;
- Ordre du Drapeau rouge (quatre fois titulaire) ;
- Ordre d'Alexandre Nevski (7 novembre 1943) ;
- Ordre de la Guerre patriotique (11 juin 1944) (deux fois titulaire, 1re classe) ;
- Ordre de l'Étoile rouge (19 novembre 1951) (deux fois titulaire).